# Riwne (przystanek kolejowy)
Riwne (ukr. Рівне, ros. Ровное) – przystanek kolejowy w miejscowości Serne, w rejonie mukaczewskim, w obwodzie zakarpackim, na Ukrainie. Leży na linii Lwów – Stryj – Batiowo – Czop.
Przystanek istniał przed II wojną światową.